# ルリアン・ハルティグ
ルリアン・ハルティグ（Iulian Hartig、1998年10月11日 - ）は、スーペルリーガ、CSディナモ・ブクレシュティに所属するラグビーユニオン選手。

## プロフィール
- ルーマニア出身[1]。
- ポジションはプロップ(PR)。
- 身長 179cm、体重 105kg
- ルーマニア代表キャップは21（2024年12月現在）でラグビーワールドカップ2023のルーマニア代表に選ばれた[2]。

## 略歴
2019年、CSディナモ・ブクレシュティに加入。